# Wieża Jordanka na Wawelu
Wieża Jordanka – jedna z czterech wież mieszkalnych Zamku Królewskiego na Wawelu, "wtopiona" skośnie we wschodnie skrzydło rezydencji. Zbudowana została w XIV w. Pierwotnie miała ona charakter obronny. Górną część nadbudowano w latach 1520–1533 w stylu renesansowym. W 1860 założono na wieży nowy hełm w stylu barokowym, który nawiązywał kształtem do hełmu wieży Zygmunta III Wazy i hełmu wieży Jana III Sobieskiego.
W sali I piętra znajduje się obecnie gabinet Włoski, wchodzący w skład ekspozycji Prywatnych Apartamentów Królewskich. Natomiast sala II piętra mieściła nieistniejącą już kaplicę pałacową (obecnie nie pełni żadnych funkcji). Sala parteru pozostaje niewykorzystana.